# Movistar Open 2009 - Qualificazioni singolare
Le qualificazioni del singolare  del Movistar Open 2009 sono state un torneo di tennis preliminare per accedere alla fase finale della manifestazione. I vincitori dell'ultimo turno sono entrati di diritto nel tabellone principale. In caso di ritiro di uno o più giocatori aventi diritto a questi sono subentrati i lucky loser, ossia i giocatori che hanno perso nell'ultimo turno ma che avevano una classifica più alta rispetto agli altri partecipanti che avevano comunque perso nel turno finale.
Le qualificazioni del Movistar Open  2009 prevedevano 24 partecipanti di cui 4 sono entrati nel tabellone principale.

## Teste di serie
1. Máximo González (Qualificato)
2. Pablo Cuevas (Qualificato)
3. Diego Hartfield (secondo turno)
4. Boris Pašanski (Qualificato)

1. Juan-Pablo Brzezicki (Qualificato)
2. Sebastian Decoud (ultimo turno)
3. Daniel Muñoz de la Nava (ultimo turno)
4. David Marrero (ultimo turno)

## Qualificati
1. Máximo González
2. Pablo Cuevas

1. Juan-Pablo Brzezicki
2. Boris Pašanski

## Tabellone

### Legenda
| - Q = Qualificato - WC = Wild card - LL = Lucky loser | - ALT = Alternate - SE = Special Exempt - PR = Protected Ranking | - w/o = Walkover - r = Ritirato - d = Squalificato |

### Sezione 1
|  | Primo turno               | Primo turno               | Primo turno               | Primo turno | Primo turno |  |  | Secondo turno | Secondo turno           | Secondo turno           | Secondo turno           | Secondo turno |   |   | Ultimo turno | Ultimo turno    | Ultimo turno | Ultimo turno | Ultimo turno |  |
|  |                           |                           |                           |             |             |  |  |               |                         |                         |                         |               |   |   |              |                 |              |              |              |  |
|  |                           |                           |                           |             |             |  |  |               |                         |                         |                         |               |   |   |              |                 |              |              |              |  |
|  |                           |                           |                           |             |             |  |  | 1             | Máximo González         | Máximo González         | 6                       | 6             |   |   |              |                 |              |              |              |  |
|  | Ricardo Urzua-Rivera      | Ricardo Urzua-Rivera      | Ricardo Urzua-Rivera      | 6           | 6           |  |  |               | Ricardo Urzua-Rivera    | Ricardo Urzua-Rivera    | 2                       | 1             |   |   |              |                 |              |              |              |  |
|  | Emiliano Garcia-Blanksman | Emiliano Garcia-Blanksman | Emiliano Garcia-Blanksman | 2           | 2           |  |  |               |                         |                         |                         |               |   |   | 1            | Máximo González | 7            | 64           | 6            |  |
|  | František Čermák          | František Čermák          | František Čermák          | 6           | 7           |  |  |               |                         | 7                       | Daniel Muñoz de la Nava | 5             | 7 | 3 |              |                 |              |              |              |  |
|  | Hans Podlipnik-Castillo   | Hans Podlipnik-Castillo   | Hans Podlipnik-Castillo   | 4           | 68          |  |  |               | František Čermák        | František Čermák        | 0                       | 3             |   |   |              |                 |              |              |              |  |
|  |                           |                           |                           |             |             |  |  | 7             | Daniel Muñoz de la Nava | Daniel Muñoz de la Nava | 6                       | 6             |   |   |              |                 |              |              |              |  |
|  |                           |                           |                           |             |             |  |  |               |                         |                         |                         |               |   |   |              |                 |              |              |              |  |

### Sezione 2
|  | Primo turno        | Primo turno        | Primo turno        | Primo turno | Primo turno |  |  | Secondo turno | Secondo turno      | Secondo turno      | Secondo turno | Secondo turno |   |   | Ultimo turno | Ultimo turno | Ultimo turno | Ultimo turno | Ultimo turno |  |
|  |                    |                    |                    |             |             |  |  |               |                    |                    |               |               |   |   |              |              |              |              |              |  |
|  |                    |                    |                    |             |             |  |  |               |                    |                    |               |               |   |   |              |              |              |              |              |  |
|  |                    |                    |                    |             |             |  |  | 2             | Pablo Cuevas       | Pablo Cuevas       | 6             | 6             |   |   |              |              |              |              |              |  |
|  | Francisco Olivares | Francisco Olivares | Francisco Olivares | 6           | 6           |  |  |               | Francisco Olivares | Francisco Olivares | 1             | 1             |   |   |              |              |              |              |              |  |
|  | Víctor Núñez       | Víctor Núñez       | Víctor Núñez       | 1           | 3           |  |  |               |                    |                    |               |               |   |   | 2            | Pablo Cuevas | 3            | 6            | 6            |  |
|  | Alessio Di Mauro   | Alessio Di Mauro   | Alessio Di Mauro   | 6           | 6           |  |  |               |                    | 8                  | David Marrero | 6             | 4 | 3 |              |              |              |              |              |  |
|  | David Veliz-Lepe   | David Veliz-Lepe   | David Veliz-Lepe   | 4           | 4           |  |  |               | Alessio Di Mauro   | Alessio Di Mauro   | 2             | 4             |   |   |              |              |              |              |              |  |
|  |                    |                    |                    |             |             |  |  | 8             | David Marrero      | David Marrero      | 6             | 6             |   |   |              |              |              |              |              |  |
|  |                    |                    |                    |             |             |  |  |               |                    |                    |               |               |   |   |              |              |              |              |              |  |

### Sezione 3
|  | Primo turno      | Primo turno      | Primo turno   | Primo turno | Primo turno |  |  | Secondo turno | Secondo turno        | Secondo turno        | Secondo turno        | Secondo turno        |   |   | Ultimo turno | Ultimo turno     | Ultimo turno     | Ultimo turno | Ultimo turno |  |
|  |                  |                  |               |             |             |  |  |               |                      |                      |                      |                      |   |   |              |                  |                  |              |              |  |
|  |                  |                  |               |             |             |  |  |               |                      |                      |                      |                      |   |   |              |                  |                  |              |              |  |
|  |                  |                  |               |             |             |  |  | 3             | Diego Hartfield      | 6                    | 4                    | 64                   |   |   |              |                  |                  |              |              |  |
|  | Mariano Zabaleta | Mariano Zabaleta | 7             | 3           | 6           |  |  |               | Mariano Zabaleta     | 0                    | 6                    | 7                    |   |   |              |                  |                  |              |              |  |
|  | Adrián García    | Adrián García    | 5             | 6           | 2           |  |  |               |                      |                      |                      |                      |   |   |              | Mariano Zabaleta | Mariano Zabaleta | 3            | 0            |  |
|  | Angel Torres     | Angel Torres     | Angel Torres  | 6           | 7           |  |  |               |                      | 5                    | Juan-Pablo Brzezicki | Juan-Pablo Brzezicki | 6 | 6 |              |                  |                  |              |              |  |
|  | Ignacio Lehyt    | Ignacio Lehyt    | Ignacio Lehyt | 4           | 63          |  |  |               | Angel Torres         | Angel Torres         | 2                    | 0                    |   |   |              |                  |                  |              |              |  |
|  |                  |                  |               |             |             |  |  | 5             | Juan-Pablo Brzezicki | Juan-Pablo Brzezicki | 6                    | 6                    |   |   |              |                  |                  |              |              |  |
|  |                  |                  |               |             |             |  |  |               |                      |                      |                      |                      |   |   |              |                  |                  |              |              |  |

### Sezione 4
|  | Primo turno               | Primo turno               | Primo turno               | Primo turno | Primo turno |  |  | Secondo turno | Secondo turno             | Secondo turno             | Secondo turno    | Secondo turno    |   |   | Ultimo turno | Ultimo turno   | Ultimo turno   | Ultimo turno | Ultimo turno |  |
|  |                           |                           |                           |             |             |  |  |               |                           |                           |                  |                  |   |   |              |                |                |              |              |  |
|  |                           |                           |                           |             |             |  |  |               |                           |                           |                  |                  |   |   |              |                |                |              |              |  |
|  |                           |                           |                           |             |             |  |  | 4             | Boris Pašanski            | Boris Pašanski            | 6                | 6                |   |   |              |                |                |              |              |  |
|  | Miquel Perez Puigdomenech | Miquel Perez Puigdomenech | Miquel Perez Puigdomenech | 6           | 6           |  |  |               | Miquel Perez Puigdomenech | Miquel Perez Puigdomenech | 1                | 0                |   |   |              |                |                |              |              |  |
|  | Víctor Morales            | Víctor Morales            | Víctor Morales            | 4           | 2           |  |  |               |                           |                           |                  |                  |   |   | 4            | Boris Pašanski | Boris Pašanski | 6            | 6            |  |
|  | Gianluca Naso             | Gianluca Naso             | 5                         | 7           | 7           |  |  |               |                           | 6                         | Sebastian Decoud | Sebastian Decoud | 4 | 4 |              |                |                |              |              |  |
|  | Michal Mertiňák           | Michal Mertiňák           | 7                         | 63          | 63          |  |  |               | Gianluca Naso             | 6                         | 65               | 4                |   |   |              |                |                |              |              |  |
|  |                           |                           |                           |             |             |  |  | 6             | Sebastian Decoud          | 2                         | 7                | 6                |   |   |              |                |                |              |              |  |
|  |                           |                           |                           |             |             |  |  |               |                           |                           |                  |                  |   |   |              |                |                |              |              |  |